# Tillandsia velutina
Tillandsia velutina là một loài thuộc chi Tillandsia. Đây là loài bản địa của México.

## Giống
- Tillandsia 'Royale'